# Flibco
Flibco, également connu sous le nom de Flibco.com ou Flibtravel International, est une entreprise de transport public qui gère des lignes de bus à courte et moyenne distance vers les aéroports, en particulier en Europe. Flibco fait partie du Sales-Lentz Group (SLG). Elle est connue en Allemagne, en Belgique, au Luxembourg, aux Pays-Bas, en Hongrie, en Italie et au Royaume-Uni.

## Histoire
L'entreprise, en collaboration avec des opérateurs de bus locaux, se spécialise dans les services de navette aéroportuaire.

### Allemagne
L'entreprise a commencé à exploiter des lignes de bus vers l'aéroport de Francfort-Hahn vers 2006, à peu près au même moment où la compagnie aérienne low-cost Ryanair a commencé à opérer dans cet aéroport éloigné.

### Belgique
En Belgique, Flibco a lancé,, des lignes vers l'aéroport de Bruxelles-Charleroi, qui est mal desservi par les transports publics locaux. Initialement, le service n'était disponible qu'à partir de la gare de Bruxelles-Midi, mais il a ensuite été étendu pour inclure des connexions depuis Bruges, Gand, Arlon, Mons, Anvers (BE), Breda, Tilburg (NL), Lille (FR), Luxembourg (LU).
En 2019, elle a transporté 25 % des voyageurs dans cet aéroport.

### Italie
Depuis 2019, Flibco est présente sur le marché italien avec la création de la société FlibTravel International Italy SRL, dont le siège social est à Milan. Elle assure actuellement un service de correspondance en autocars entre la gare centrale de Milan et l'aéroport d'Orio al Serio entre Malpensa et Turin, l'aéroport de Turin Caselle et Turin, et entre la ville de Florence et l'aéroport de Pise.

### Royaume-Uni
Le 1er avril 2025, Flibco a débuté ses opérations au Royaume-Uni, assurant un service de bus entre l'aéroport de Londres Stansted et Londres, plus précisément les gares de Stratford et de Liverpool Street, avec une fréquence de 30 minutes. Flibco affirme vouloir desservir davantage d'aéroports britanniques.